# Notoplites bilobus
Notoplites bilobus is een mosdiertjessoort uit de familie van de Candidae. De wetenschappelijke naam van de soort is, als Cellularia biloba, voor het eerst geldig gepubliceerd in 1884 door Busk.